# Édouard Chambost
Pour les articles homonymes, voir Chambost.
Édouard Chambost, né le 12 mars 1942 dans le 14e arrondissement de Paris et mort le 8 janvier 2009 à Lausanne, est un consultant fiscal international, avocat et écrivain français.

## Biographie
Établi à Pully, dans le Canton de Vaud (Suisse), il a aussi exercé sur différentes places financières. Spécialiste des paradis bancaires et fiscaux, il s'est appuyé sur un réseau de correspondants établis dans plus de 60 places, susceptibles d'être utilisés.
Il a publié principalement des guides sur les paradis fiscaux, dont le Guide Chambost des paradis fiscaux mis à jour à huit reprises, mais aussi plusieurs romans financiers.
Il est inhumé au cimetière du Montparnasse (division 10), à Paris.

## Publications
- Guide Chambost des paradis fiscaux, Favre, novembre 2005
- Guide mondial des secrets bancaires, Éditions du Seuil, 1981
- L'Affaire Panamag, Tchou, 1978
- Avec Pierre Danton : Shalom, Tchou, 1979,  (ISBN 2-7107-0167-7)
- Le Piège suisse, Robert Laffont, 1983
- Le Jour du rouble, Robert Laffont, 1984
- L'Or du Reich, Pheromones, 1995